# Mátraszőlős
Mátraszőlős – wieś i gmina w północnej części Węgier, w pobliżu miasta Pásztó.
Miejscowość leży na obszarze Średniogórza Północnowęgierskiego i należy do powiatu Pásztó, wchodzącego w skład komitatu Nógrád.
Gmina Mátraszőlős liczy 1621 mieszkańców (2009) i zajmuje obszar 29,16 km².